# Kottu
El Kothu o roti koththu es un plato de Kattankudy elaborado a partir Godhamba roti (un tipo de roti de Sri Lanka) y verduras, huevo y / o carne y especias. El pan es similar a parotta y canai roti. Se trata de un plato común para la cena y se ha vuelto popular en ciudades de América del Norte como Toronto, así como en el barrio de Little Sri Lanka en la ciudad de Nueva York.
En general, el consumidor elige qué y cuánta cantidad de ingredientes se incluyen. El Kothu se considera el equivalente de Sri Lanka de la hamburguesa, en términos de su popularidad.